# المخادعون (فلم)
المخادعون فيلم مصري من إنتاج 1973 بطولة سهير رمزي ، عماد حمدي ، سلامة إلياس ، حسن يوسف.

## قصة الفيلم
تموت سهير في حادث تصادم، تعثر الشرطة في حقيبتها على خطاب من مجهول يهددها بدفع مبلغ من المال لاسترداد صورها الخليعة مع حسين وإلا أخبر زوجها، يتتبع البوليس الخيط للكشف عن العصابة، ويقبض على الرسام فهمي، ويستدعى بعض الشهود، مثل تاجر اللوحات منصور، وحسين، الذي يتعرف على ميرفت ابنة فهمي، ولكن يمتنع فهمي عن الاعتراف بأي معلومات.

## فريق عمل تمثيل
| - سهير رمزي - عماد حمدي - سلامة إلياس - حسن يوسف - توفيق الدقن - حسن حامد | - زكريا موافي - عدلي كاسب. - ميمي جمال - هياتم - عبد الله فرغلي - محمد حمدي | - حمدي سالم - سعيدة جلال - كوثر شفيق - عبد الغني النجدي - جمال شبل | - وحيد سيف - نصر سيف - فؤاد زكى - محمد أبو حشيش - مختار السيد |

## فريق العمل
| - نصري عبدالنور (مهندس الصوت) - جلال أمين (مسجل الصوت) - عباس بسيوني (مسجل الصوت) - محمود فريد (مخرج) - جمال عمار / جمال عمارة (مخرج مساعد) | - محمد عمارة (مدير التصوير) - فتحي إبراهيم (مساعد مصور) - بهجت قطر (مساعد منتج) - أفلام النسر العربي (منتج) - يحيى الليثي (قصة وسيناريو وحوار) | - مجدي الحسيني (ألحان وموسيقى تصويرية) - إبراهيم عرايس (مونتير) - محمد بهيج (إكسسوار) |